# Кребс (Оклахома)
Кребс (енгл. Krebs) град је у америчкој савезној држави Оклахома.

## Демографија
По попису из 2010. године број становника је 2.053, што је 2 (0,1%) становника више него 2000. године.
| Група             | 2000.         | 2010.         |
| Белци             | 1.591 (77,6%) | 1.470 (71,6%) |
| Афроамериканци    | 24 (1,2%)     | 39 (1,9%)     |
| Азијати           | 9 (0,4%)      | 7 (0,3%)      |
| Хиспаноамериканци | 34 (1,7%)     | 94 (4,6%)     |
| Укупно            | 2.051         | 2.053         |